# Historica
A Historica zenekar története több, mint 10 éves. Ekkor találkozott Ézsiás Péter  – ének – és Hegyi Károly –billentyűk – zenei pályafutása. A két zenész küldetésének érezte, hogy a magyar történelem eseményeit énekeljék meg, a modern kori hangzással vegyítve.
Kezdetben Útonállók, Sic Dicunt, később H-599 néven szerepeltek. Ebben az időben születtek azok a ma már klasszikus dalok, melyek a török hódoltságról, a Rákóczi szabadságharcról, vagy 1848-49 hőseiről szólnak.

A mai felállás közel két éve alakult ki, amikor csatlakozott az alapítókhoz Csikós Csaba dobos, és Németh László gitáros. A basszusgitárt egy régi társ, Berkes Charlie kezelte, őt váltotta Erdős Janó. A szövegíró Egerszegi Zsigmond.
A 10 éves jubileumot egy erdélyi körúttal kezdték, és elrepültek Los Angelesbe is az ottani magyar közösségek meghívásának eleget téve.
A zenekar repertoárja később tovább bővült. A hagyományos rockzenét házasították össze erdélyi írók-költők műveivel. A zenés irodalmi estet már több alkalommal, nagy sikerrel mutatták be, legutóbb Trianon évfordulóján, június 4-én az Új Színházban.